# Mihail Afanasjevič Bulgakov
Mihail Afanasjevič Bulgakov [mihaíl afanásjevič bulgákov-] (rusko Михаи́л Афана́сьевич Булга́ков ), ruski pisatelj, dramatik in prevajalec; * 15. maj 1891, Kijev, Ukrajina, 10. marec 1940, Moskva, Rusija. 
Bulgakov velja za enega največjih satirikov ruske književnosti, njegov roman Mojster in Margareta (Мастер и Маргарита) pa sodi med največje književne mojstrovine 20. stoletja.

## Življenje
Bulgakov se je rodil ruskim staršem. Njegov oče je bil profesor na kijevskem semenišču. Njegovi bratje so po državljanski vojni pristali v varnem Parizu, Mihail, ki se je v vojski priglasil kot zdravnik,  pa je pristal na Kavkazu, kjer je sčasoma začel delati kot novinar. Kljub precej ugodnem statusu, ki ga je imel pod Stalinovim režimom, mu ni bilo dovoljeno obiskati bratov v Franciji.
Leta 1913 se je poročil s Tatjano Lapa, leta 1916 pa diplomiral na medicinski fakulteti univerze v Kijevu. Do leta 1920 je delal kot zdravnik v okrožju Smolenska. Leta 1921 sta se z ženo preselila v Moskvo. Tri leta kasneje se je ločil in ponovno poročil z Ljubov Belozerskajo, leta 1932 pa se je poročil že tretjič. Njegova tretja žena je bila Jelena Šilovskaja, ki je bila Bulgakovu navdih za lik Margarete v njegovem znamenitem romanu Mojster in Margareta. Skupaj sta živela ob Patriarhijskih ribnikih v Moskvi (ki so tudi kraj dogajanja v romanu). V zadnjem desetletju svojega življenja je Bulgakov delal na omenjenem romanu, pisal igre, kritike in prevode ter dramatizacije številnih romanov.
Bulgakov nikoli ni podpiral sovjetskega režima, v mnogih delih ga je zasmehoval in to je bil tudi razlog, da je morala večina teh del več desetletij čakati na objavo. Leta 1930 je v pismu Stalina prosil za dovoljenje za izselitev, Stalin mu je v telefonskem klicu prošnjo osebno zavrnil. V avtobiografiji in mnogih biografijah je navedeno, da je Bulgakov pismo napisal v obupu in da ga nikoli ni resnično nameraval poslati. Oblast ga je prav tako zavrnila v njegovi želji, da bi delal v gledališču in da bi lahko obiskal svojo družino v tujini. To ga je zelo prizadelo in pognalo v nepremišljena dejanja. Umrl je leta 1940 v Moskvi za posledicami dedne motnje ledvic.
Pokopan je na moskovskem pokopališču Novodevičje.

## Delo
Za časa življenja je bil Bulgakov najbolj znan po svojih igrah, ki jih je pisal za moskovsko Umetniško gledališče Konstantina Stanislavskega. Pravijo, da je bila Stalinu všeč drama Dnevi Turbinovih, ki je bila sicer predelava romana Bela garda. Njegova verjetno najboljša drama je bila Zarota svetohlincev oziroma Molière, ki jo v navedenem gledališču igrajo še danes. Že po tem, ko mu je bilo delo v gledališču prepovedano, je Bulgakov napisal groteskno komedijo Ivan Vasiljevič, ki govori o obisku Ivana Groznega v Moskvi 30. let 20. stoletja, pa tudi številne igre o mladih letih Stalina; to je Bulgakovu verjetno rešilo življenje v čistki leta 1937, ko so bili skoraj vsi književniki, ki niso podpirali režima, likvidirani.
Prozo je Bulgakov začel pisati v začetku 20. let; takrat je napisal roman Bela Garda, ki govori o družini častnika bele garde med državljansko vojno v Kijevu. Prvi del je izšel leta 1925, v celoti pa je bil v Sovjetski zvezi objavljen šele leta 1966. Roman je Bulgakova pahnil v nemislot oblasti, in od takrat naprej mu vse do konca življenja ni bilo dovoljeno objavljanje proze (prepoved objave je prenehala šele leta 1962). Že pred tem je začel pisati zbirko novel s skupnim naslovom Zapiski mladega zdravnika, ki govori o njegovem zdravniškem delu med letma 1916 in 1919 in v kateri se že izoblikujejo nekatere značilnosti njegovega pisanja – preplet dokumentarnosti, avtobiografskih dogodkov in fikcije, ki občasno prehaja v fantastiko. Bulgakov je občudoval Wellsa in tako začel v nekatera dela vključevati elemente znanstvene fantastike. Najbolj znani med temi sta deli Usodna jajca in Pasje srce; obe sta naleteli na negodovanje sovjetskih oblasti.

### Romani in kratka proza
- Zapiski mladega zdravnika
- Zapiski na manšetah
- Nenavadne doktorjeve pustolovščine
- Rdeča krona
- V noč
- Bela garda
- Mojster in Margareta (Мастер и Маргарита)
- Vražji ples
- Pasje srce

### Drama
- Dnevi Turbinovih
- Zojkino stanovanje
- Beg
- Adam in Eva
- Škrlatni otok
- Zadnji dnevi
- Zarota svetohlincev oziroma oz. Molière
- Batun

- Avtobiografija Gledališki roman